# Cornelius von Fabriczy

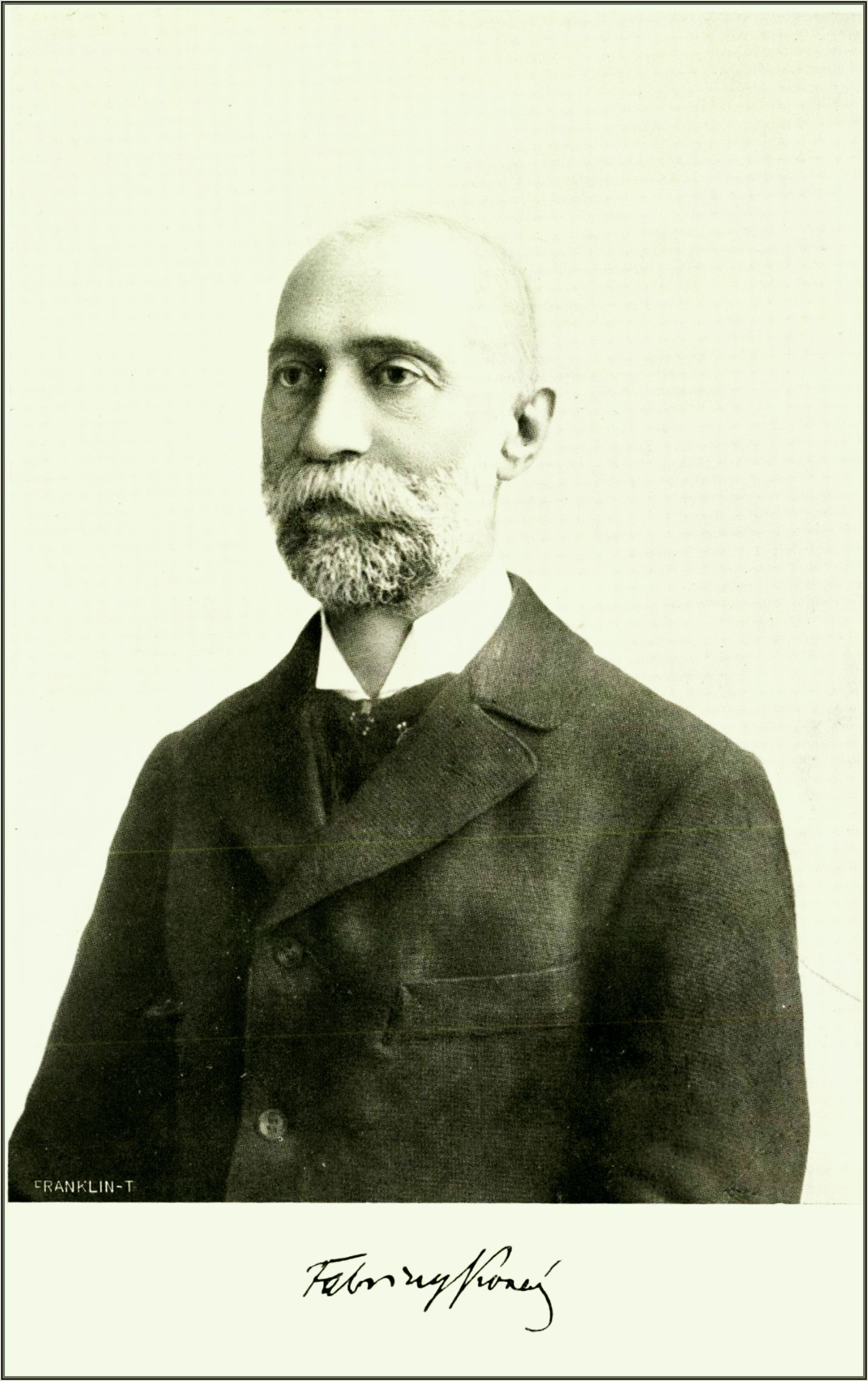
Cornelius von Fabriczy (1914)

Cornelius von Fabriczy (* 3. September 1839 in Lőcse, Königreich Ungarn; † 5. Oktober 1910) war ein aus Ungarn stammender Kunsthistoriker.
Er wurde als Ingenieur ausgebildet und war zunächst Mitarbeiter der Ungarischen Eisenbahn. Nach einer Studienreise in Italien 1876 bis 1878 gab er seine Stelle auf und widmete sich ganz der Kunstgeschichte. Er besuchte Paris und London und ließ sich 1880 in Stuttgart nieder.
Fabriczy beschäftigte sich überwiegend mit der Kunst der italienischen, insbesondere der Florentiner Renaissance.

## Veröffentlichungen (Auswahl)
- Il Libro di Antonio Billi e le sue copie nella Biblioteca Nazionale di Firenze. In: Archivio storico italiano Serie 4, Band 7, 1891, S. 299–368 (Digitalisat).
- Filippo Brunelleschi. Sein Leben und seine Werke. Cotta, Stuttgart 1892 (archive.org).
- Il codice dell’Anonimo Gaddiano (Cod. Magliabechiano XVII, 17) nella Biblioteca Nazionale di Firenze. In: Archivio Storico Italiano Serie 5, Band 12, Nr. 191, 1893, S. 15–94.
- Die Handzeichnungen Giuliano’s da Sangallo. Kritisches Verzeichnis. Stuttgart 1902 (Digitalisat)
- Kritisches Verzeichnis toskanischer Holz- und Tonstatuen bis zum Beginn des Cinquecento (= Jahrbuch der Königlich Preußischen Kunstsammlungen. Beiheft zum 30. Band). Berlin 1909.